# Glyptopetalum pallidifolium
Glyptopetalum pallidifolium är en benvedsväxtart som först beskrevs av Bunzo Hayata, och fick sitt nu gällande namn av Q.R.Liu och S.Y.Meng. Glyptopetalum pallidifolium ingår i släktet Glyptopetalum och familjen Celastraceae. Inga underarter finns listade.